# Gare de Wittring
La gare de Wittring est une gare ferroviaire française de la ligne de Mommenheim à Sarreguemines, située sur la commune de Wittring, dans le département de la Moselle, en région Grand Est.
La Lorraine est allemande, lorsqu'elle est mise en service en 1895 par la Direction générale impériale des chemins de fer d'Alsace-Lorraine.
La gare est désormais fermée à tout trafic.

## Situation ferroviaire
Établie à 218 mètres d'altitude, la gare de Wittring est située au point kilométrique (PK) 64,656 de la ligne de Mommenheim à Sarreguemines, entre les gares de Kalhausen et de Zetting (fermée).

## Histoire
La station de Wittring est mise en service le 1er octobre 1895 par la Direction générale impériale des chemins de fer d'Alsace-Lorraine (en allemand : Kaiserliche Generaldirektion der Eisenbahnen in Elsaß-Lothringen (EL)) lorsqu'elle ouvre à l'exploitation la ligne de Kalhausen à Sarreguemines.
La desserte ferroviaire de cette halte a été interrompue en décembre 2018, et remplacée par une substitution routière (autocars effectuant la liaison TER Grand Est Sarreguemines – Sarre-Union).

## Patrimoine ferroviaire
L'ancien bâtiment voyageurs à la façade en pierres de taille avec une remise à marchandises en bois accolée est devenu une habitation privée. Doté de trois travées à chaque étage, il appartient à un plan-type du réseau EL assez répandu pour les gares de faible importance.